# クロエ・ブリッジス
クロエ・ブリッジス（Chloe Bridges,  1991年12月27日 - ）は、アメリカ合衆国の女優、声優である。

## 来歴
1991年、ルイジアナ州に生まれる。2005年からフレディ・プリンゼ・ジュニア主演のコメディ・テレビシリーズ『フレディ』のゾーイ・モレノ役を演じて人気を得た。その後も様々な映画やテレビドラマなどでキャリアを重ねており、近年ではマシュー・モディーン主演の『ファミリー・ウィークエンド』やタイッサ・ファーミガ主演のホラーコメディ『ファイナル・ガールズ 惨劇のシナリオ』などへも出演した。

## 出演作品

### 映画
- 奇跡のロングショット The Longshots (2008)
- Forget Me Not (2009)
- キャンプ・ロック2 ファイナル・ジャム Camp Rock 2: The Final Jam (2010)
- The Untitled Michael Jacobs Pilot (2010) ※テレビ映画
- ファミリー・ウィークエンド Family Weekend (2013)
- Mantervention (2014)
- ファイナル・ガールズ 惨劇のシナリオ The Final Girls (2015)
- ナイトライト -死霊灯- Nightlight (2015)

### テレビドラマ
- フレディ Freddie (2005 - 2006)
- 新ビバリーヒルズ青春白書 90210 90210 (2011)
- New Girl / ダサかわ女子と三銃士 New Girl (2012)
- マンハッタンに恋をして 〜キャリーの日記〜 The Carrie Diaries (2013 - 2014)
- プリティ・リトル・ライアーズ Pretty Little Liars (2014)
- Faking It (2015)
- Insatiable (2018)
- 欲望は止まらない (2018) (Netflix)

### ビデオゲーム
- Desperate Housewives: The Game (2006)